# Gérard Lanvin
Gérard Raymond Lanvin (ur. 21 czerwca 1950 w Boulogne-Billancourt) – francuski aktor, dwukrotny laureat nagrody Césara.

## Życiorys
Swoją karierę aktorską rozpoczął w wieku dwudziestu sześciu lat w komedii - Skrzydełko czy nóżka (L'Aile ou la cuisse, 1976) z Louisem de Funèsem. Rok potem wystąpił w komedii Nie będziesz miał Alzacji i Lorraine (Vous n'aurez pas l'Alsace et la Lorraine, 1977) u boku Coluche'a, a dwa lata później pojawił się w dramacie Bohaterowie nie są wilgotni za uszami (Les héros n'ont pas froid aux oreilles, 1979) z Danielem Auteuilem i Thierry Lhermitte oraz filmie Catherine Breillat Nocna wrzawa (Tapage nocturne, 1979).
Rola Louisa Coline, pracownika działu reklamy wielkiej galerii handlowej w dramacie Dziwna sprawa (Une étrange affaire, 1981) z Michelem Piccoli i Nathalie Baye przyniosła mu nagrodę im. Jeana Gabina '82 i nominację do nagrody Césara. Za ekranową postać Antoine Berangera w filmie Strzał grupowy (Tir groupé, 1982) był ponownie nominowany do nagrody Césara. Jego kreacja Jeana-Paula Mantegni, ulubieńca ojca, realizującego swoje marzenie poprzez stworzenie własną dyskoteki w dramacie Ukochany syn (Le Fils préféré, 1994) oraz rola Francka Moreno w melodramacie Agnès Jaoui Gusta i guściki (Le Goût des autres, 1999) został uhonorowany nagrodą Césara.
Żonaty z Jennifer, z którą zagrał w filmie Ja chcę ciebie (Moi vouloir toi, 1985) na podstawie własnego scenariusza. Ma dwóch synów - Manu (ur. 1974) i Léo, DJ-a radiowego.

## Wybrana filmografia
- 1976: Skrzydełko czy nóżka (L'Aile ou la cuisse) jako członek krytykującej organizacji
- 1977: Nie będziesz miał Alzacji i Lorraine (Vous n'aurez pas l'Alsace et la Lorraine) jako biały kawaler
- 1980: Kobieta-taksówkarz (Extérieur nuit) jako Léo
- 1980: Tydzień wakacji (Une semaine de vacances) jako Pierre
- 1981: Dziwna sprawa (Une étrange affaire) jako Louis Coline
- 1983: A stawką jest śmierć (Le Prix du Danger) jako François Jacquemard
- 1984: Naprzeciw tajemnicy (Marche à l'ombre) jako François
- 1985: Specjaliści (Les Spécialistes) jako Stéphane Carella
- 1988: Moi najlepsi kumple (Mes meilleurs copains) jako Richard Chappoteaux
- 1994: Ukochany syn (Le Fils préféré) jako Jean-Paul Mantegna
- 1996: Mój mężczyzna (Mon Homme) jako Jeannot
- 1998: Środek przeciwdziałający (En plein coeur) jako Michel Farnese
- 1999: Gusta i guściki (Le Goût des autres) jako Franck Moreno
- 2002: 3 zero (3 zéros) jako Alain Colonna
- 2006: Kemping (Camping) jako Michel Saint-Josse
- 2008: Sekretna obrona (Secret défense) jako Alex
- 2011: Gang Story (Lyonnais, Les) jako Momon Vidal